# اوج بالا
اوج بالا یک روستا در ایران است که در بخش سده شهرستان قائنات در استان خراسان جنوبی واقع شده‌است.

## جمعیت
این روستا در دهستان سده قرار دارد و براساس سرشماری مرکز آمار ایران در سال ۱۳۸۵، جمعیت آن ۱۱ نفر (۵ خانوار) بوده‌است.